# Празька весна

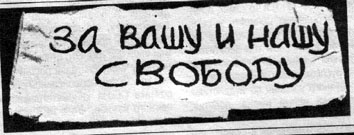
Плакат «За вашу та нашу свободу»

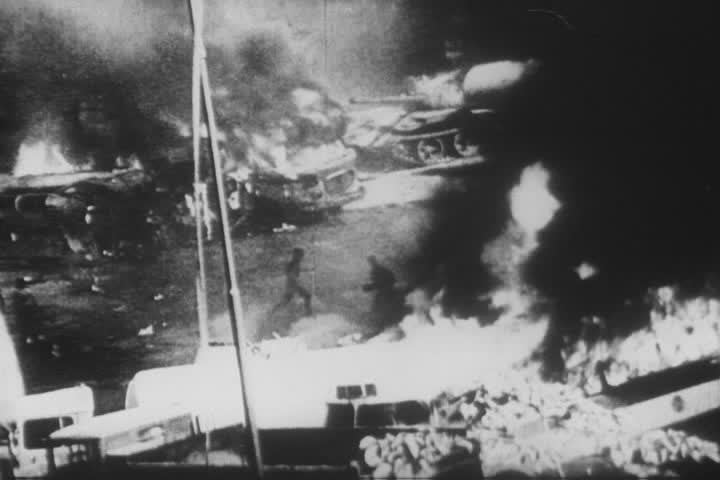
Барикада і палаючий радянський танк. Прага, 21 серпня 1968

Пра́зька весна́ (чеськ. Pražské jaro, словац. Pražská jar) — період політичної лібералізації в Чехословацькій Соціалістичній Республіці, що тривав від 5 січня до 20 серпня 1968 й закінчився вторгненням у країну радянських військ і військ країн Організації Варшавського договору (окрім Соціалістичної Республіки Румунія). Супроводжувався народними протестами проти радянського впливу.

## Передумова
Процес десталінізації в Чехословаччині почався при Антоніні Новотни в кінці 1950-х і початку 1960-х років, але рухався повільніше, ніж в більшості інших держав Східного блоку. Йдучи за прикладом Микити Хрущова, Новотни проголосив завершення будівництва соціалізму і нова конституція відповідно прийняла зміну назви з «Чехословацька Республіка» на «Чехословацька Соціалістична Республіка». Темпи змін, однак, були млявими; реабілітація жертв сталінської епохи, таких як засуджені в процесі Сланського, могла розглядатися ще в 1963 році, але не відбувалась до 1967 року.
На початку 1960-х Чехословаччина зазнала економічного спаду. Радянська модель індустріалізації погано застосовна до Чехословаччини, оскільки країна була ще досить індустріалізованою до Другої світової війни, а радянська модель переважно враховувала менш розвинені економіки. Спроба Новотни реструктурувати економіку, Нова економічна модель 1965 року, також стимулювала зростання попиту на політичні реформи.

### Конференція у Лібліце 1963 року
У травні 1963 року деякі марксистські інтелектуали організували Конференцію у Лібліце, яка обговорювала життя Франца Кафки, позначаючи початок культурної демократизації Чехословаччини, що у кінцевому підсумку призвело до Празької весни 1968 року, епохи політичної лібералізації. Ця конференція була унікальною, оскільки символізувала реабілітацію Кафки у Східному блоці після його жорсткої критики, призвела до часткового відкриття режиму та вплинула на послаблення цензури. Це також мало міжнародний вплив, оскільки на конференцію були запрошені представники всіх країн Східного блоку; тільки Радянський Союз не послав жодного представника. Ця конференція мала революційний ефект і проклала шлях реформам, зробивши Кафку символом відродження чехословацької мистецької та інтелектуальної свободи.

### З'їзд письменників 1967 року
Коли суворий режим полегшив свої правила, Спілка чехословацьких письменників (чес.: Československých spisovatelů) обережно почала висловлювати невдоволення. У Literární noviny, що раніше був жорстким комуністичним тижневиком, члени спілки пропонували, щоб література не залежала від доктрини партії.
У червні 1967 року невелика частина спілки співчувала радикальним соціалістам, особливо Людвік Вацулік, Мілан Кундера, Ян Прохазка, Антонін Ярослав Лім, Павел Когоут та Іван Клима.
Через кілька місяців на нараді партійних лідерів було вирішено розпочати адміністративні дії проти письменників, які відкрито висловлювались за реформи. Оскільки лише невелика група спілки дотримувалася цих переконань, решта членів покладалися на дисципліну своїх колег. Контроль над «Literární noviny» та кількома іншими видавцями було передано до Міністерства культури, і навіть деякі лідери партії, які згодом стали основними реформаторами, включаючи Дубчека, підтримали ці кроки.

## Прихід до влади Дубчека

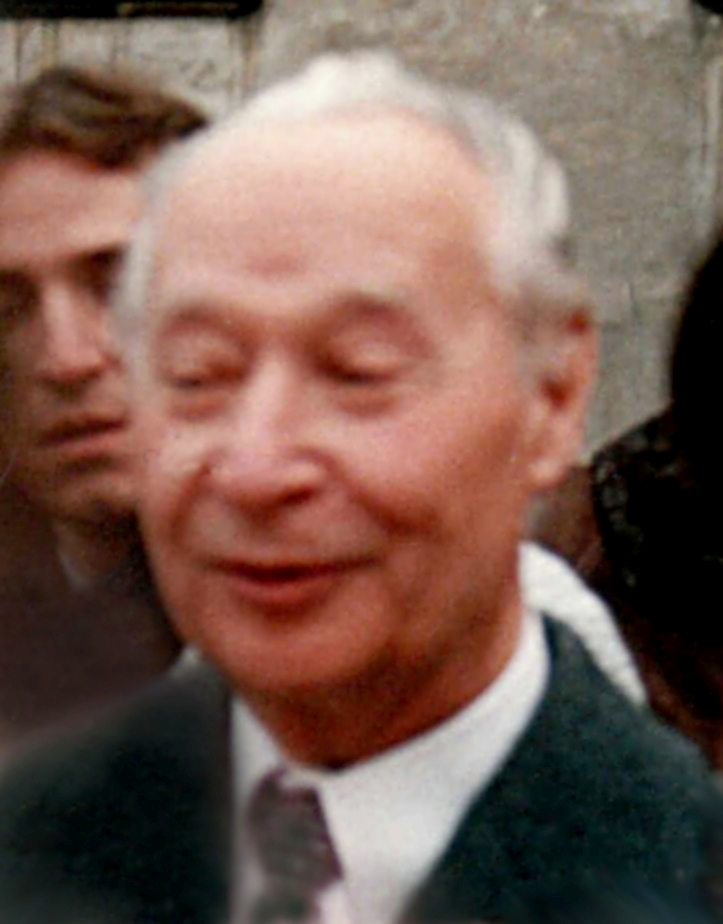
Александер Дубчек

Оскільки президент Антонін Новотни втрачав підтримку, Александер Дубчек, перший секретар Комуністичної партії Словаччини, і економіст Ота Шік кинули йому виклик на засіданні Центрального комітету партії. Тоді Новотни запросив цього грудня Генерального секретаря Комуністичної партії Радянського Союзу, Леоніда Брежнєва до Праги, шукаючи підтримки; однак Брежнєв був здивований масштабом опозиції до Новотни, і тому він скоріше підтримав його відсторонення. Дубчек замінив Новотни на посаді першого секретаря 5 січня 1968 року. 22 березня Новотни пішов у відставку з посади президента і його замінив Людвік Свобода, який згодом дав згоду на реформи.
З приходом до керівництва Комуністичної партії Чехословаччини Александера Дубчека Чехословацька Соціалістична Республіка почала все більше демонструвати незалежність від СРСР.
Політичні реформи А. Дубчека і його соратників (О. Шик, І. Пелікан, Зденек Млинарж та ін.), які прагнули створити «соціалізм з людським обличчям», не були повним відходом від колишньої політичної лінії, як це було в Угорщині 1956 року, проте розглядалися радянським керівництвом як загроза гегемонії Радянського Союзу в країнах Східної та Центральної Європи і навіть його безпеці. Була істотно послаблена цензура, повсюдно проходили вільні дискусії. Чехословацька Соціалістична Республіка знаходилася в самому центрі оборонної лінії Варшавського блоку, і її можливий перехід на бік супротивника був неприпустимим для СРСР під час холодної війни. У 1930-і роки саме окупація й розчленовування Чехословаччини гітлерівською Німеччиною (при тому, що Чехословаччина не чинила ніякого опору і відмовилася від радянської військової допомоги) істотно полегшили Гітлеру завдання завоювання Європи.
На відміну від інших країн Центральної та Східної Європи, перехід влади до комуністів у 1948 році в умовах радянської окупації відбувався мирним шляхом. Проте певна частка правлячої верхівки — особливо на найвищому рівні — виступала проти будь-якого послаблення партійного контролю над суспільством, а тому звернулася до радянського керівництва за допомогою у відчуженні реформаторів від влади[джерело?].
Політика обмеженого державного суверенітету в країнах соціалістичного блоку, що допускала, зокрема, застосування СРСР військової сили, якщо це необхідно, отримала на Заході назву «Доктрини Брежнєва», за іменем радянського керівника, який уперше її проголосив публічно, хоча її проводили й раніше за часів Й. Сталіна. Доктрина залишалася в силі, доки в 1980-і роки за Михайла Горбачова її не змінив інший підхід, який жартома назвали «доктриною Синатри» (маючи на увазі пісню Френка Синатри «My Way» — «Як я хочу»).

## Кінець весни
23 березня 1968 на нараді керівників шести комуністичних партій у Дрездені прозвучала критика реформ у Чехословаччині, 4 травня Брежнєв прийняв делегацію на чолі з Дубчеком у Москві, де гостро критикував положення в ЧССР. 8 травня дозрів варіант радянського вторгнення до Чехословаччини, проте лідер угорських комуністів Кадар застерігав від розвитку подій за угорським сценарієм.
13 червня 1968 року уряд дозволив відновити Словацьку грекокатолицьку церкву, 1950 року змушену під тиском комуністичної влади перейти до православ'я. Після придушення Празької весни греко-католицька церква продовжила легально діяти. 27 червня 1968 року у празькій газеті «Literárne listy» письменник Людвік Вацулік опублікував маніфест «Дві тисячі слів, звернених до робітників, селян, службовців, науковців, митців та інших», який підписали багато відомих громадських діячів, у тому числі (Їржі Ганзелка). У цьому зверненні вітався «процес демократизації», «прогресивне крило» чеських комуністів та свобода слова, засуджувалась партійна бюрократія, «старі сили» та можливе втручання «іноземних сил». Утримувався заклик до формування паралельних служб охорони правопорядку та відродження Народного Фронту. Документ був особливо негативно сприйнятий керівництвом СРСР.
15 липня керівники комуністичних партій надіслали відкритий лист ЦК КПЧ, 29 липня Дубчек знову зустрівся в Чорній-над-Тисою з Брежнєвим, 17 серпня Дубчек зустрівся в Комарно з Яношем Кадаром, який вказав Дубчеку на те, що ситуація стає критичною.
Період політичного лібералізму в Чехословацькій Соціалістичній Республіці закінчився вже через декілька днів, із введенням в країну 200 тисяч солдатів і 5 тисяч танків країн Варшавського договору в ніч з 20 на 21 серпня (звідси дві дати, що зустрічаються в різних джерелах). Напередодні введення військ Маршал Радянського Союзу Гречко проінформував міністра оборони ЧССР Мартіна Дзура про підготовлювану акцію і застеріг від опору з боку чехословацьких збройних сил. З Польської Народної Республіки був введений радянсько-польський контингент військ за напрямами: Яблонец, Острава, Оломоуць і Жиліна. З НДР вводився радянсько-німецький контингент військ за напрямами: Прага, Хомутов, Пльзень, Карлові Вари. З Угорської Народної Республіки входило радянсько-угорсько-болгарське угрупування за напрямами: Братислава, Тренчин, Банська Бистриця та ін. Найбільший контингент військ був виділений від СРСР. Чехословацька армія не чинила опору. Вторгнення сталося напередодні з'їзду Комуністичної партії Чехословаччини, на якому, як очікувалося, реформи мали отримати рішучу підтримку. З'їзд партії все-таки провели — він відбувся на одному з місцевих заводів — і його учасники насправді висловили підтримку початим реформам, та це вже не мало жодного значення. Війська перебували в країні до 1990 року.

## Протести проти окупації Чехословаччини та наслідки окупації

Перша шпальта газети «Свобода» про окупацію Чехословацької Соціалістичної Республіки

Захід був обурений, проте розцінив це як внутрішні справи ідеологічно ворожого блоку держав. СРСР діяв тоді в межах «своєї» частини поділеної «залізною завісою» Європи.
Увечері 21 серпня за європейським часом Рада Безпеки ООН провела в Нью-Йорку термінове засідання і ухвалила резолюцію, що засуджувала вторгнення. СРСР наклав на неї вето.
У Радянському Союзі деякі представники інтелігенції протестували проти введення радянських військ до Чехословацької Соціалістичної Республіки. Зокрема, на Красній Площі пройшла демонстрація 25 серпня 1968 року на підтримку незалежності Чехословацької Соціалістичної Республіки. Демонстранти розгорнули плакати з гаслами «At’ zije svobodne а nezavisle Ceskoslovensko!» («Хай живе вільна і незалежна Чехословаччина!»), «Ганьба окупантам!», «Руки геть від ЧССР!», «За вашу і нашу свободу!», «Свободу Дубчеку!». Демонстрація була придушена, гасла кваліфікували як наклепницькі, демонстрантів засудили.
6 листопада 1968 року в Києві на Хрещатику на знак протесту, зокрема, проти агресії СРСР щодо Чехословаччини, вчинив акт самоспалення Василь Макух.
У самій Чехословацькій Соціалістичній Республіці результатом стала велика хвиля еміграції (близько 300 000 осіб, в основному висококваліфіковані фахівці).
При вторгненні 72 громадянина Чехословацької Соціалістичної Республіки загинули, сотні були поранені. У 1969 році в Празі студенти Ян Палах і Ян Заїц з інтервалом у місяць вчинили самоспалення на знак протесту проти радянської окупації. У 1969 році Олександра Дубчека на посту Генерального секретаря ЦК КПЧ змінив Густав Гусак.
Придушення «празької весни» підсилило розчарування багатьох представників західних лівих теорією марксизму-ленінізму і сприяло зростанню ідей «єврокомунізму» серед керівництва і членів західних комуністичних партій — що згодом привело до розколу в деяких із них.
Через десять років Празька весна дала ім'я аналогічному періоду китайської політичної лібералізації, відомому як «Пекінська весна».